# Montevideo-konventionen
Montevideokonventionen er en traktat underskrevet under den syvende pan-amerikanske konference i Montevideo, Uruguay, den 26. december 1933. Traktaten kodificerer den deklaratoriske teori om suveræne stater som den er accepteret som en del af folkeretten.
Traktaten trådte i kraft den 26. december 1934.
| Politik | Spire Denne artikel om politik og ideologi er en spire som bør udbygges. Du er velkommen til at hjælpe Wikipedia ved at udvide den. |